# Gaston Rey
Gaston Albert Marius Rey (* 1. November 1904 in Marseille; † 24. Juli 1978 in Fontenay-aux-Roses) war ein französischer Schauspieler.
Gaston Rey wurde in eine Musikerfamilie hineingeboren. Sein Vater, Marius Ferdinand, bekannt als „Fernand Rey“ (Marseille 14. Januar 1866–28. Januar 1926) war der Dirigent des Grand Théâtre, das in Opéra de Marseille umbenannt wurde. Neben seiner Schauspielkarriere war er ein skurriler Bariton und bis in die 1970er Jahre eine der tragenden Säulen der radiolyrischen Truppe des RTF/ORTF, die wöchentlich ein Werk ausstrahlte.

## Filmographie (Auswahl)
- 1937: Mademoiselle ma mère
- 1945: Le Capitan
- 1945: Cyrano de Bergerac
- 1951: Le Garçon sauvage
- 1952: Plaisirs de Paris
- 1952: Son dernier Noël
- 1953: Jeunes Mariés
- 1953: Piedalu député
- 1953: Versailles – Könige und Frauen (Si Versailles m’était conté)
- 1954: Dix huit heures d’escale
- 1955: Napoléon
- 1954: Le Printemps, l’automne et l’amour
- 1955: Impasse des vertus
- 1955: Die große Schlacht des Don Camillo (Don Camillo e l’onorevole Peppone)
- 1956: L’Homme à l’imperméable
- 1956: Die Braut war viel zu schön (La mariée est trop belle)
- 1959: Les Trois Mousquetaires
- 1962: Le Voyage à Biarritz
- 1963: La Cuisine au beurre